# Hyponephele hilaris
Hyponephele hilaris är en fjärilsart som beskrevs av Otto Staudinger 1886. Hyponephele hilaris ingår i släktet Hyponephele och familjen praktfjärilar. Inga underarter finns listade i Catalogue of Life.